# Circolo Palermitano Scacchi
Circolo Palermitano Scacchi – włoski klub szachowy z siedzibą w Palermo.

## Historia
Klub został założony w 1974 roku, a jego pierwszym prezesem został Lorenzo Giordano. W 1981 roku to stanowisko objął Guido Inglese. W 2007 roku klub zdobył wicemistrzostwo Włoch. Skład drużyny stanowili wówczas Francisco Vallejo Pons, Renzo Ramondino, Sergio Corso, Andrea Amato i Maurizio Genovese. W następnym sezonie zespół zajął piąte miejsce w Serie Master, a w 2010 roku spadł z ligi. W sezonie 2014 klub powrócił do najwyższej klasy rozgrywkowej Włoch. Rok później zespół uzyskał czwarte miejsce w lidze. W tym samym roku klub zadebiutował w Pucharze Europy. W rozgrywkach włoski zespół wygrał z MŠK Centar i Expikiem Prisztina, zremisował z Brønshøj SF, a przegrał z SzSM Moskwa, SK Team Viking, Tammer-Shakki i Blackthorne Russia, uzyskując w końcowej klasyfikacji 40. miejsce. W roku 2022 klub ponownie był czwarty w krajowej lidze. 
Zawodnikami klubu byli m.in. Alexandr Fier, Eduardo Iturrizaga, Lexy Ortega, Mladen Palac, Francisco Vallejo Pons i Renier Vázquez Igarza.